# Inga Bremer

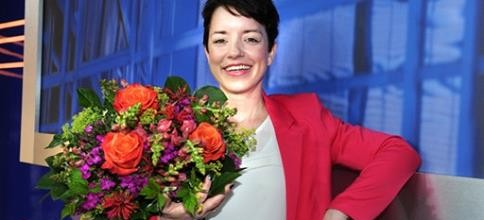
Inga Bremer, Gewinnerin Dokuwettbewerb des BR 2014

Inga Bremer (* 15. Juli 1980 in Langen) ist eine deutsche Filmemacherin.

## Leben und Karriere
Inga Bremer wurde in Langen bei Frankfurt am Main geboren. Nach dem Abitur begann sie an der Schauspielschule der Keller in Köln eine Schauspielausbildung. Im Jahre 2004 wechselte sie an die Filmakademie Baden-Württemberg, um dort Dokumentarfilm-Regie zu studieren. Für ihren, während des Studiums entstandenen Film Goodbye Kutti wurde Inga Bremer für den Deutschen Menschenrechts-Filmpreis nominiert.
Nach einem Auslandsjahr an der internationalen Hochschule für Film und Fernsehen (EICTV) in Kuba drehte sie ihren Diplomfilm Perfekte Mädchen, der von der Medien- und Filmgesellschaft Baden-Württemberg gefördert wurde und in Kooperation mit dem SWR entstand. Der Film wurde auf internationalen Festivals gezeigt und ausgezeichnet. Der Dokumentarfilm Francos Erbe (Arte, BR) erhielt das "Prädikat Besonders Wertvoll" der Filmbewertungsstelle und wurde mehrfach ausgezeichnet. Er lief auf zahlreichen internationalen Festivals, wie dem Shanghai International Film Festival, und lief deutschlandweit in Programmkinos.
2013 gründete Inga Bremer mit den Filmemacherinnen Ayla Gottschlich, Silvana Santamaria und Catalina Flórez die Produktionsfirma Soilfilms.

## Filmografie (Regie) – Auswahl
- 2008: Goodybe Kutti
- 2010: Träumend
- 2011: Perfekte Mädchen
- 2017: Francos Erbe – Spaniens geraubte Kinder

## Auszeichnungen
- Nominierung Deutscher Menschenrechts-Filmpreis 2010 für Goodbye Kutti
- Golden Panda Award, Sichuan TV Festival 2012 für Perfekte Mädchen
- Gewinnerin Treatmentaward Dokuwettbewerb des BR und Global Screen 2014 für Francos Erbe
- Prädikat Besonders Wertvoll der Filmbewertungsstelle für Francos Erbe